# 이치지마정
이치지마정(市島町)은 효고현 히카미군에 설치되었던 정이다. 현재의 단바시에 해당한다.

## 역사
- 1955년 3월 20일 - 다케다촌 마에야마촌 요시미촌 가모노쇼촌 미와촌이 합병해 성립하였다.
- 2004년 11월 1일 - 기이바라정, 아오가키정, 가스가정, 히카미정, 산난정이 합병해 단바시가 성립하였다. 동일 이치지마정은 폐지되었다.

## 교통

### 철도
- 서일본 여객철도
  - 후쿠치야마 선

### 도로
- 국도 제9호선
- 국도 제175호선 (일본)(일본어판)
- 국도 제176호선 (일본)(일본어판)